# 瑞丽蓝果树
瑞丽蓝果树（学名：Nyssa shweliensis），为蓝果树科蓝果树属下的一个植物种。产云南西部；生于海拔1700-2700米的疏林中。模式标本采自云南怒江和瑞丽江分水岭北纬25度20分地区。